# Роза Лінн
Роза Костандян (нар. 20 травня 2000), професійно відома як Роза Лінн, — вірменська співачка, авторка пісень та продюсерка звукозапису. Представляла Вірменію на Пісенному конкурсі Євробачення 2022 в Турині, Італія з піснею «Snap», де посіла 20 місце, набравши 61 бал. Після конкурсу пісня стала вірусною в TikTok і потрапила в чарти по всьому світу, завдяки чому співачка змогла укласти контракт на запис з Columbia Records. У червні 2023 року вийшов дебютний мініальбом Lay Your Hands Upon My Heart.

## Життя та кар'єра
Костандян народилася у Ванадзорі, Північна Вірменія.
Роза почала грати на фортепіано у віці шести років, а у віці 11-12 років почала писати пісні. Лінн також активно займається написанням та продюсуванням власної музики. У 2013 році Роза брала участь у вірменському національному відборі на Дитяче Євробачення з піснею «Gitem».
У підлітковому віці у 2018 році, Роза рік жила в США, штаті Вісконсин як студентка за обміном з фінансованою урядом США програмою обміну майбутніх лідерів (FLEX).
Роза Лінн почала свою професійну музичну кар'єру після підписання контракту на звукозапис з американським лейблом звукозапису Nvak Collective, заснованим Алексом Салібяном і Тамаром Капреляном. У вересні 2021 року Лінн випустила свій дебютний сингл «King» у співпраці з американською співачкою Kiiara. Лінн дебютувала на телебаченні, виконавши пісню під час ранкового шоу на телеканалі AMPTV у листопаді 2021 року.

### Пісенний конкурс Євробачення
У лютому 2022 року ширилися чутки Роза Лінн представлятиме Вірменію на пісенному конкурсі Євробачення-2022 у Турині, проте офіційних підтверджень не було. 11 березня вона співачка була оголошена представницею Вірменії мовником країни. Її пісня на Євробаченні під назвою «Snap» була випущена 19 березня разом із музичним відео. Пісня була написана Розою Лінн разом з Тамаром Капреліаном, Ларззом Прінсіпато, Джеремі Дюсуле, Еллі Крістал і Кортні Гаррелл.
Лінн виконала «Snap» 10 травня під час першого півфіналу Євробачення і вийшла у фінал з 5-го місця зі 187 балами (82 від журі та 105 від телеглядачів). У фіналі конкурсу співачка посіла 20 місце з 25 можливих та отримала 61 бал (40 від журі та 21 від телеглядачів).

### Після Євробачення
Після конкурсу пісня «Snap» стала вірусною у TikTok і увійшла до національних чартів багатьох країн: у регіоні Фландрія в Бельгії, а також в Австрії, Нідерландах, Ірландії, Норвегії, Швеції та Швейцарії. У серпні 2022 року на хвилі успіху Лінн підписала контракт на запис з Columbia Records.
У жовтні 2022 року було підтверджено, що Лінн виступить на вступному актм Еда Ширана на північноамериканському етапі його туру. Того ж місяця вона випустила нове музичне відео на пісню «Snap», зняте в США та спільний сингл під назвою «WDIA (Would Do It Again)» з нідерландським співаком, переможцем Євробачення 2021, Дунканом Лоренсом.
31 жовтня Лінн дебютувала на американському телебаченні на The Late Late Show з Джеймсом Корденом, де виконала «Snap» з аранжуванням музикантів з використанням вірменських традиційних інструментів. 11 грудня 2022 року Лінн виконала пісню «Snap» як інтервальний акт для дитячого пісенного конкурсу Євробачення 2022, який відбувся в Єревані. Роза також стала авторкою загальної пісні для конкурсу «Spin the Magic» у виконанні Малени, переможниці Дитячого Євробачення 2021 року.
22 червня 2023 року Лінн випустила дебютний мініальбом Lay Your Hands Upon My Heart.

## Дискографія

### Сингли
| Назва                                                  | Рік  | Альбом                       |
| ------------------------------------------------------ | ---- | ---------------------------- |
| «Gitem»                                                | 2013 | поза альбомом                |
| «King» (разом з Kiiara)                                | 2021 | поза альбомом                |
| «Snap»                                                 | 2022 | Lay Your Hands Upon My Heart |
| «WDIA (Would Do It Again)» (разом з Дунканом Лоренсом) | 2022 | поза альбомом                |
| «Never Be Mine»                                        | 2023 | Lay Your Hands Upon My Heart |
| «Hallelujah»                                           | 2023 | Lay Your Hands Upon My Heart |

### ЕР
- Lay Your Hands Upon My Heart (2023)